# La Trinité (Eure)
La Trinité è un comune francese di 101 abitanti situato nel dipartimento dell'Eure nella regione della Normandia.

## Società

### Evoluzione demografica
Abitanti censiti